# Ángel Lobo Martínez
Ángel Martínez (n. Caracas, Venezuela, 1 de octubre de 1954), más conocido como Lobo, es un pintor, grabador y escultor, considerado como una de las figuras más importantes de la gráfica en Venezuela. Se ha dedicado a pintar grafitis en numerosos muros de la ciudad capital y, para distinguir sus creaciones, desde el año 1979, utiliza como firma la imagen de un saltamontes que para el artista representa un elemento ecológico y de la naturaleza que contrasta con el ambiente antinatural del cemento.

## Educación
Su formación se dio en el Taller Experimental de Artes de Puerto Cabello en el año 1974, en el Taller Libre de Arte de la Escuela Cristóbal Rojas entre 1975 y 1981, y en el Taller Libre de Grabado de la Universidad Simón Bolívar en 1982.

## Obra
Entre sus proyectos principales están: el conjunto de obras que conforman el Museo de la cola hecho en el año 1985 junto a Nansi Montilva en la Autopista Francisco Fajardo, y el Museo Vial José Antonio Martín creado durante 1988 en Puerto Cabello.
Su participación en exposiciones colectivas ha sido extensa, entre ellas: Nuevas proposiciones 4 y Nuevas proposiciones 5 durante 1980 y 1981 en España, Francia, Italia y la Sala de Exposiciones del ME; Indagación de la imagen (la figura, el ámbito, el objeto). Venezuela, 1680-1980. Exposición temática. Segunda parte en la Galería de Arte Nacional en 1981; Nuevos dibujantes en la Sala Cantv en 1982; Autorretrato en el Espacio Alterno de la Galería de Arte Nacional en 1983; y Supergrillo cerometros a 900 metros del nivel del mar en la Casa Guipuzcoana, La Guaira, en 1984.
Lobo también se ha dedicado a enseñar y realizar trabajo comunitario en la Casa de la Cultura de Puerto Cabello. 

## Homenaje
En homenaje a Lobo, en noviembre de 2013 se inauguró en Puerto Cabello el Primer Salón Nacional de Arte, organizado por el Instituto Autónomo Municipal para la Cultura (Imacult). 
La exposición contó con aproximadamente 75 obras de Ángel Martínez, y piezas de otros artistas de Valencia, Barquisimeto, Maracay, Cojedes, y por supuesto, Puerto Cabello.

## Exposiciones individuales
- 1975: Concreto frío de la ciudad. Museo de Historia, Puerto Cabello.
- 1981: Apocalipsis en Caracas. Galería Viva México, Caracas.

Nueva ola - New Wave. Fundacomún, Caracas
- 1982: Profecías del desastre (parte II). Galería Viva México, Caracas.
- 1985: Bendito el artista que regresa. Museo de Antropología e Historia, Puerto Cabello.
- 1988: Enemigos naturales. Galería Viva México, Caracas.

Carros envenenados. Pintura-escultura. Tienda Clave de Arte, Caracas.
- 1989: Mitos, ritos y leyendas. Incanal.

Puerto Cabello limpio - Vota Grillo - Lobo Alcalde. Teatro Municipal de Puerto Cabello.

## Exhibiciones monumentales
- 1983: Esculturas. Minas de Aroa, Estado Yaracuy.
- 1985: Museo de la cola. Autopista Francisco Fajardo, Caracas.
- 1986: Guerrero naval. Base Naval n.º 1 Agustín Armario, Puerto Cabello.
- 1988: Museo Vial José Antonio Martín. Puerto Cabello.